# Goran Merčep
Goran Merčep (Ismailia Egipat, 1959.) je saksofonist i profesor saksofona.
Diplomirao je 1986. godine na Muzičkoj akademiji u Zagrebu u klasi prof. J. Nochte,  usavršavao se dvije godine na CNR Boulogne- Billancourt u klasi prof. Clauda Delanglea.
Kao član Zagrebačkog kvarteta saksofona od njegova osnivanja osvojio je nagrade Milka Trnina 1993., Judita 1995., Vatroslav Lisinski 2010. te 7 nagrada "Porin" Instituta hrvatske glazbene industrije.
Kao solist nastupao je sa Simfonijskim puhačkim orkestrom hrvatske vojske, Zagrebačkim solistima, Varaždinskim komornim orkestrom, Hrvatskim komornim orkestrom, Dubrovačkim simfonijskim orkestrom, na Muzičkom biennalu te na festivalima Cervantino u Meksiku i Borderline u Belgiji. 
Od 1996. godine umjetnički je ravnatelj festivala «Samoborska glazbena jesen» u sklopu koje je 2004. godine osnovao Međunarodno natjecanje mladih glazbenih umjetnika „Ferdo Livadić“.
U srpnju 2008. godine dobio je Nagradu Grada Samobora.
Prvi je predsjednik Rotary kluba Samobor u osnivanju.
Član je komisije Odbora „Nagrade Vladimir Nazor“ za 2010. i 2011. godinu.
Izvanredni je profesor na Muzičkoj akademiji u Zagrebu.
.